# Kinesisk kavelhirs
Kinesisk kavelhirs (Setaria faberi) är en gräsart som beskrevs av R.A.W.Herrm. Kinesisk kavelhirs ingår i släktet kolvhirser, och familjen gräs. Inga underarter finns listade i Catalogue of Life.

## Bildgalleri

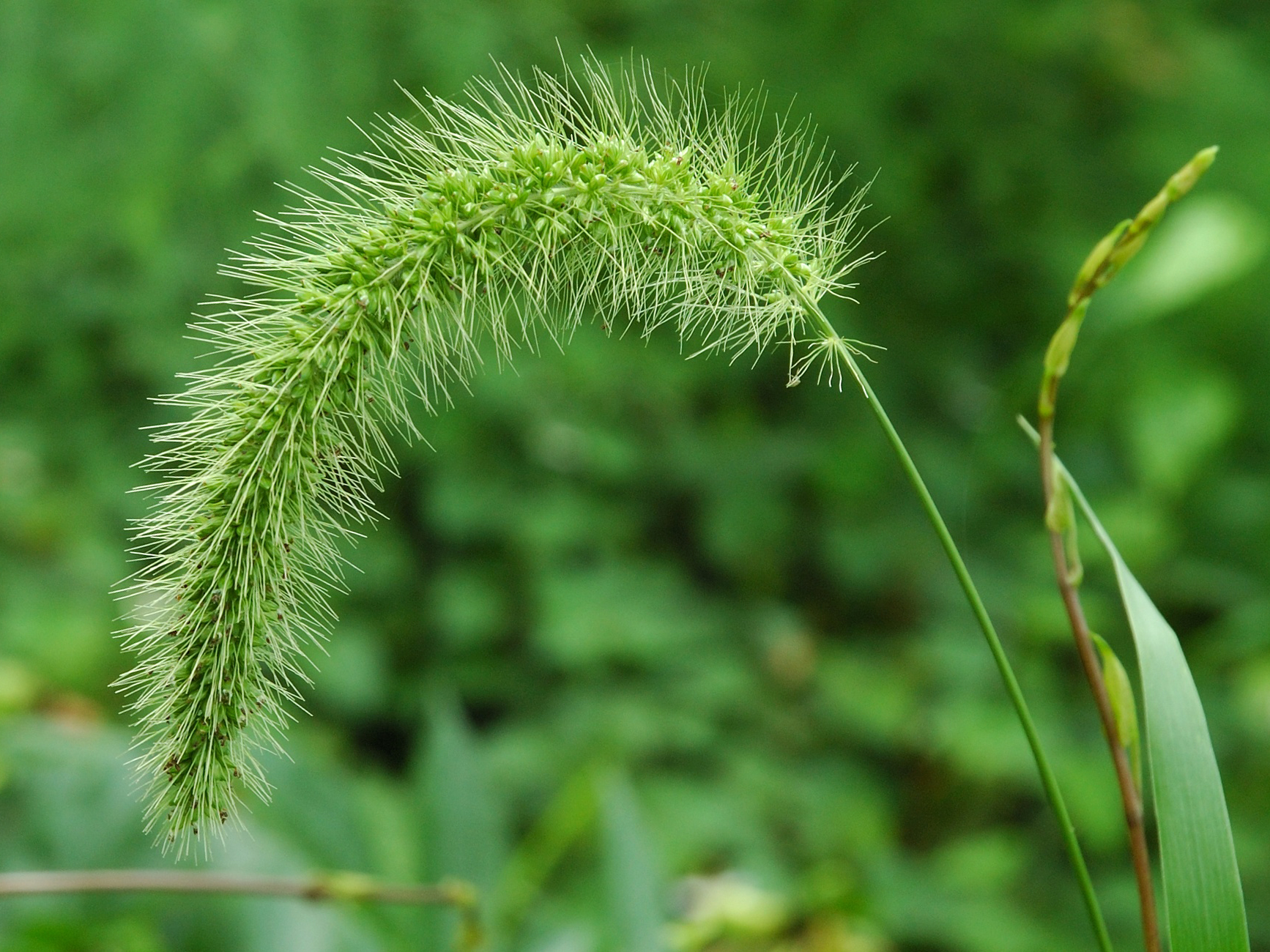
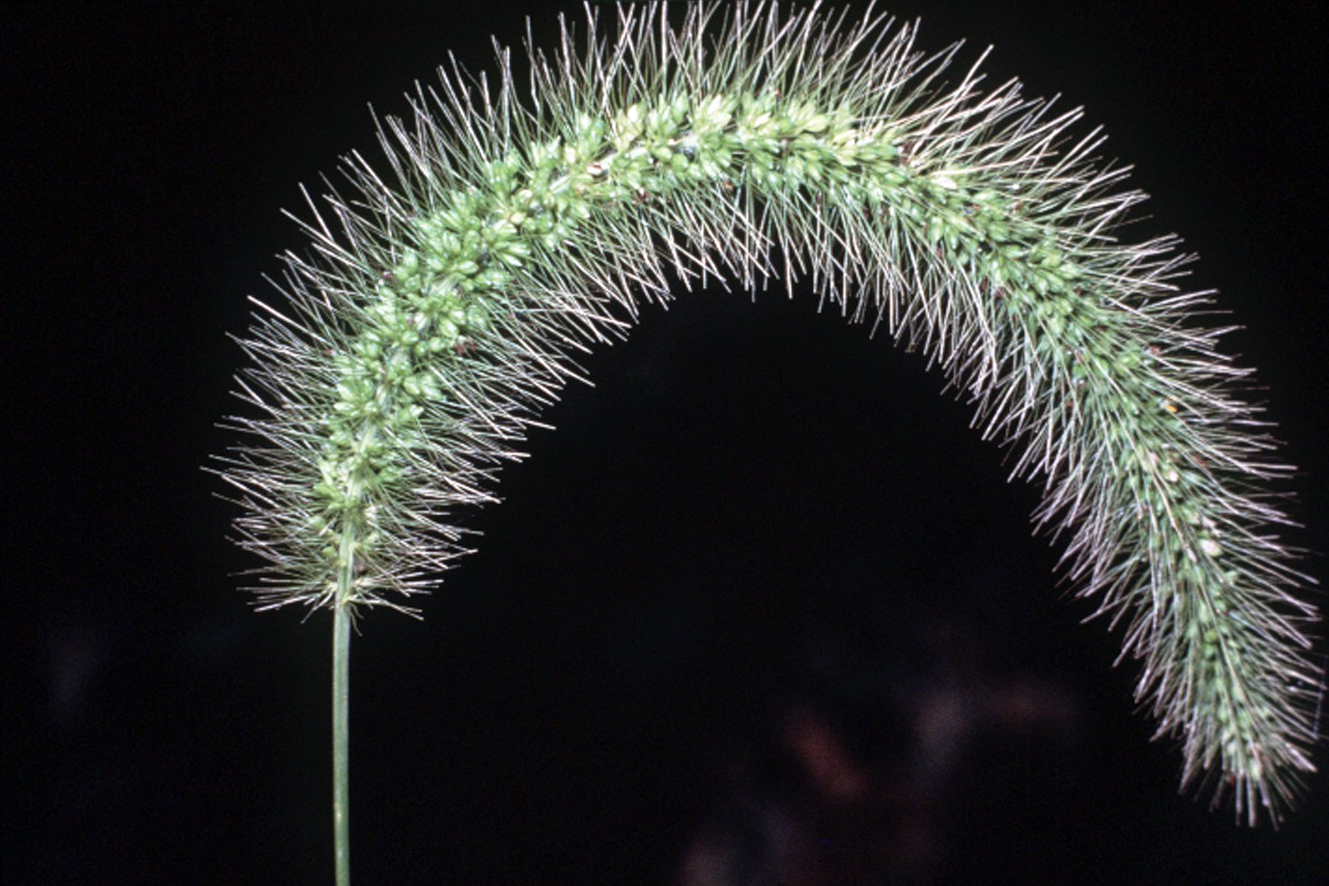
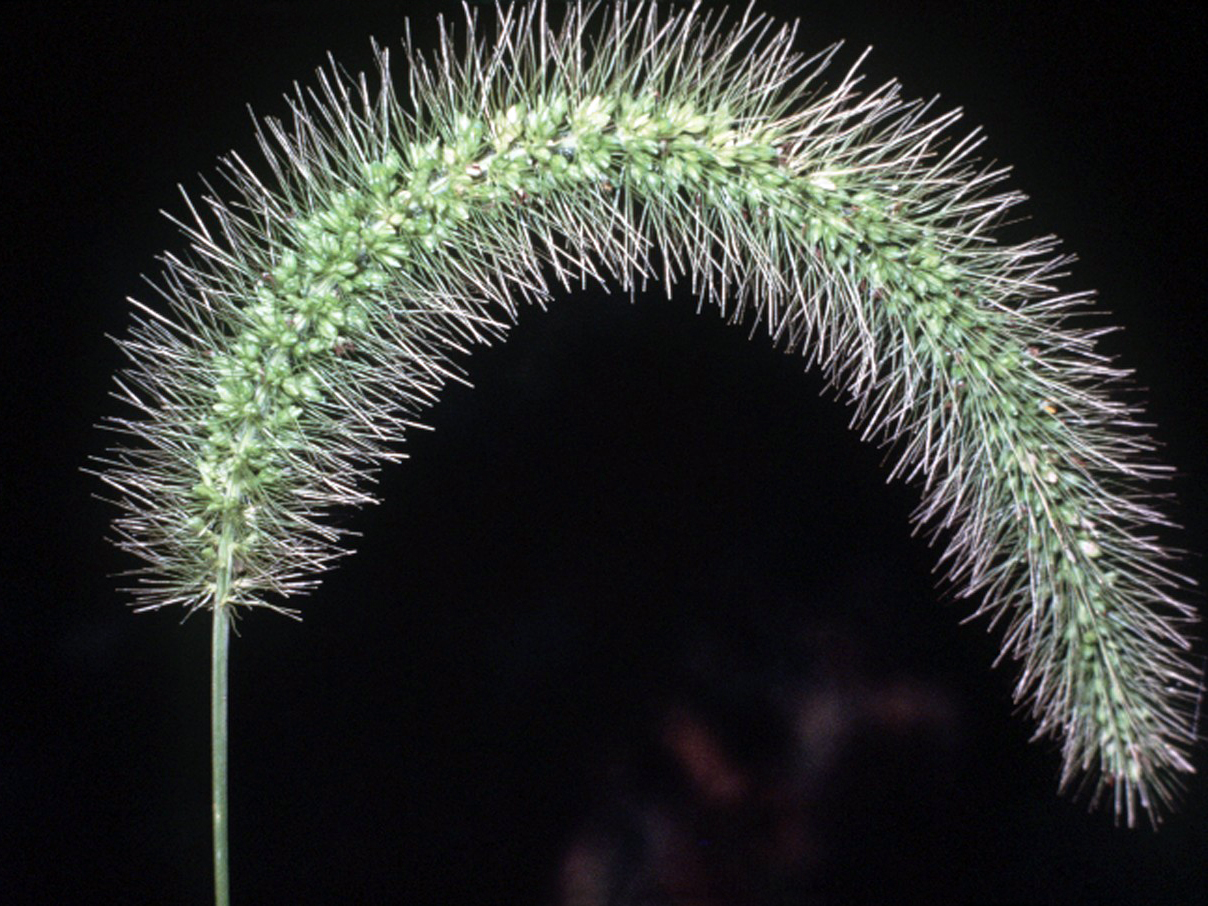
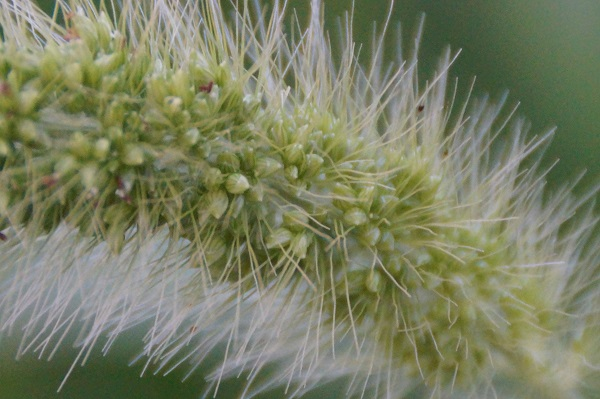